# John Boehner
John Andrew Boehner (phát âm /ˈbeɪnɚ/, phiên âm như "bây-nơ"; sinh ngày 17 tháng 11 năm 1949) là chủ tịch thứ 53 của Hạ viện Hoa Kỳ. Ông là đảng viên Đảng Cộng hòa từ Khu vực quốc hội số 8 của Ohio, giữ chức vụ từ năm 1991. Khu bầu cử gồm các vùng nông thôn và ngoại ô gần Cincinnati và Dayton, và một phần nhỏ Dayton. Ông Boehner ở tại khu Wetherington của Xã West Chester, Quận Butler.
Ngày 25 tháng 9 năm 2015, Boehner tuyên bố sẽ từ chức Chủ tịch Hạ viện và rút lui khỏi Quốc hội vào cuối tháng 10 trong năm.